# Mara Šlajpah Zorn
Mara Šlajpah Zorn, slovenska bibliotekarka, * 11. avgust 1919, Cerklje ob Krki, † 5. november 2006, Ljubljana.

## Šolanje
Od leta  1925 do 1929 je obiskovala osnovno šolo v Lichtenthurnovem zavodu. Šolanje je leto za tem nadaljevala na klasični gimnaziji, katero je obiskovala do leta 1938. Študij slavistike na Filozofski fakulteti v Ljubljani, je s prekinitvijo zaradi druge svetovne vojne končala leta 1947, ko je diplomirala. Leta 1951 je opravila bibliotekarski izpit in se še dodatno izobraževala 1954. leta v Parizu na dvomesečnem izpopolnjevanju.  

## Delo
Strokovno pot je začela kot 23 letna študentka, saj je bila v času prekinitve študija od leta 1942 do 1945 knjižničarka Delavske knjižnice, naslednjih pet let tudi njena ravnateljica. Njenega strokovnega dela je bila deležna tudi Narodna in univerzitetna knjižnica, predvsem akcesijski oddelek, katerega voditeljica je bila od 1951 do 1954. Naslednji dve leti je bila referent – strokovni sodelavec za knjižnice na Sekretariatu  za kulturo in prosveto LRS, do leta 1970 pa je napredovala v njegovo samostojno svetovalko. Leta 1970 je prevzela nalogo ravnateljice Centralne tehniške knjižnice (CTK) Univerze v Ljubljani, ki jo je opravljala vse do leta 1982. Na slednjem področju je bila zelo aktivna, uporabljala in posredovala je vse svoje znanje in izkušnje, vse skozi je iskala odgovore in rešitve na probleme knjižničarskega kadra. Od leta 1983 do konca svojega delovanja se je uveljavila kot bibliotekarska svetovalka in usmerjevalka razvoja knjižničnega sistema v Sloveniji. 

### Sodelovanje na združenjih
Bila je članica različnih strokovnih komisij in skupin pri Društvu bibliotekarjev Slovenije (DBS) (zdaj Zveza bibliotekarskih društev Slovenije) in Zvezi društev bibliotekarjev Jugoslavije (ZBDJ). Med letoma 1974 in 1982 je bila predsednica Sekcije za specialne knjižnice pri že omenjenih ZDBJ in DBS. Udeleževala se je domačih in tujih združenj kot sta upravni odbor IATUL (International Association of Technological University Libraries)(1976 – 1983) in Sekcija za znanstveno tehnološke knjižnice pri IFLI (International Federation of Library Associations) (1978 – 1982). 

### Pedagoško in bibliotekarsko delo
Svoje znanje je posredovala na številnih tečajih od leta 1946 dalje - na Ministrstvu za prosveto LRS, v sindikatih, v Zvezi Svobode in v Zvezi prijateljev mladine Slovenije. Od 1950 do 1951 je tečaje vodila na ljubljanskem učiteljišču, 1955 tudi v Narodni in univerzitetni knjižnici. Svoje znanje je od leta 1964 do 1982 posredovala na Pedagoški akademiji, kjer je bila mentorica, profesorica in svetovalka številnim generacijam slovenskih bibliotekarjev. Priložnostno je predavala v Društvu bibliotekarjev Slovenije (1955), na III. kongresu Zveze bibliotekarskih društev (1956), 1958 na republiških posvetovanjih knjižničarjev (1958) in tudi na kongresu v Rimu (1966).

## Odlikovanja
Za svoje aktivno delo in prizadevanja je prejela številna javna priznanja, nagrade: Čopovo diplomo Društva bibliotekarjev Slovenije, diplomo ZBDJ in diplomo za dolgoletno vodenje CTK  ob njeni 35. letnici. Na 13. mednarodni konferenci  bibliotekarske organizacije IATUL leta 1989 je bila imenovana za njeno častno članico.

## Glavna dela
- Ljudske knjižnice : priročnik za knjižničarje, Ljubljana: Državna založba Slovenije 1961, 245 str.;
- Navodila za poslovanje strokovnih  knjižnic, Ljubljana : Centralna tehniška knjižnica 1962, 2 zv., (z Vladom Novakom);
- Priročnik za poslovanje specialnih knjižnic, Ljubljana : Centralna tehniška knjižnica 1969, 215 str.;
- Pregled o stanju INDOK služb in specialnih knjižnic v SR Sloveniji, RSS  1974;

Mara je bila zelo aktivna na knjižničnem področju. To se odraža v njenih objavljenih člankih. Veliko se je ukvarjala z ljudskimi, specialnimi in šolskimi knjižnicami ter še z nekaterimi drugimi knjižničarskimi področji. Nekaj njenih najpomembnejših člankov:
- Dileme ob sprejemanju standardov za specialne knjižnice: CTK / [urednica Mara Šlajpah]. Ljubljana : Centralna tehniška knjižnica, 1989. str. 203-208;
- Knjižnice za pripadnike italijanske in madžarske narodnosti v SR Sloveniji: Knjižnica 15 (1971) 1/2  str. 60-76;
- Sistem specialnih knjižnic v SR Sloveniji: afirmacija zakona o knjižničarstvu : predavanje ob ustanovitvi Sekcije za specialne knjižnice Zveze bibliotekarskih društev Jugoslavije: Knjižnica 28 (1984) 3/4, str. 199-210;
- Priprave na ustanovitev Šole za knjižničarje in arhivske pomočnike: Knjižnica 1 (1957) 2, str. 29-31, Zveza bibliotekarskih društev Slovenije;
- Knjižnična mreža v Sloveniji: Sodobnost (1963-) 15 (1967) 7,  Kulturno-umetniško društvo SODOBNOST INTERNATIONAL;
- Standardi za specialne knjižnice: Knjižnica 16 (1972) 1/4, str. 38-52;
- Stanje in osnovna vprašanja ljudskih knjižnic v LR Sloveniji: Knjižnica  3 (1959) 1/4, str. 18-27;
- Stanje, problematika in perspektive strokovnih tehniških knjižnic na področju ljubljanskega okraja: Knjižnica  7 (1963) 1/2, str. 62-67;
- Šolske knjižnice v Sloveniji: Knjižnica 7 (1963) 1/2, str. 15-29;
- Temeljna knjižna zaloga v ljudski knjižnici: Knjižnica  2 (1958) 1-4, str. 30-34;
- Uvajanje študentov prvih letnikov univerze v uporabo knjižnice in primarne vire literature: Knjižnica 18 (1974) 1/2, str. 48-57.
- Uvod k jugoslovanskim standardom za specialne knjižnice: Knjižnica  22 (1978) 3/4, str. 263-264.